# Coccorchestes mcadami
Coccorchestes mcadami är en spindelart som beskrevs av Balogh 1980. Coccorchestes mcadami ingår i släktet Coccorchestes och familjen hoppspindlar. Inga underarter finns listade i Catalogue of Life.